# Saint-Étienne-sous-Bailleul
Saint-Étienne-sous-Bailleul é uma comuna francesa na região administrativa da Normandia, no departamento de Eure. Estende-se por uma área de 4,32 km². Em 2010 a comuna tinha 397 habitantes (densidade: 91,9 hab./km²).